# 베네수엘라 시몬 볼리바르 청소년 관현악단

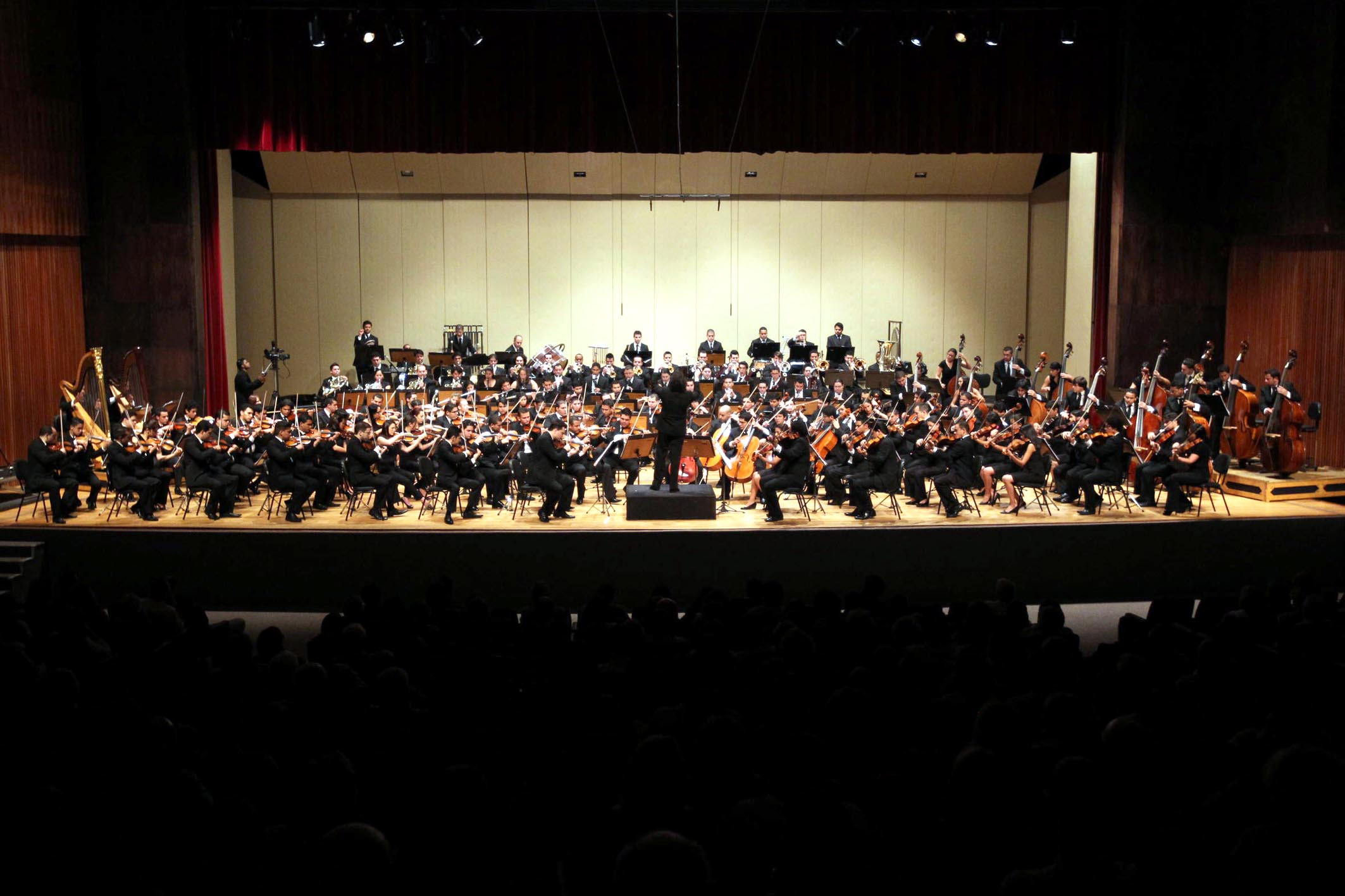

베네수엘라 시몬 볼리바르 청소년 관현악단(스페인어: Orquesta de la Juventud Venezolana Simón Bolívar, Simón Bolívar Youth Orchestra of Venezuela)은 카라카스를 거점으로 하고 있는 베네수엘라의 대표적인 청소년 관현악단이다. 경제학자이자 아마추어 오르가니스트인 호세 안토니오 아브레우가 베네수엘라의 유소년과 청소년층을 대상으로 광범위한 관현악 교육을 실시하기 위해 설립한 음악 재단과 함께 1975년 2월에 창단했다.
아브레우는 베네수엘라의 대다수 어린이와 청소년들이 극빈층 생활을 영위하며 마약과 범죄, 강간 등에 거의 무방비로 노출되어 있던 실태를 개선하기 위해 유소년과 청소년 관현악단을 만들기 위한 기금 모금과 체계 수립에 적극적으로 나섰고, 그 결과 2008년 현재 청소년 관현악단 약 120개 단체와 유소년 관현악단 약 60개 단체가 등록되어 활동하고 있다. 시몬 볼리바르 청소년 관현악단은 그 중 대외적으로 가장 유명한 단체이며, 사실상 국립 청소년 교향악단으로 정부의 전폭적인 지원을 받고 있다.
1990년대 들어 아브레우의 재단이 유네스코로부터 공로를 인정받고 '엘 시스테마(El Sistema)'라는 약칭으로 해외에도 알려지게 되면서 관현악 분야에서 열세였던 베네수엘라의 음악 환경에 관심이 집중되기 시작했고, 시몬 볼리바르 청소년 관현악단도 클라우디오 아바도나 사이먼 래틀, 주빈 메타, 주세페 시노폴리 등 유명 지휘자들이 객원으로 지휘하면서 해외에 널리 알려지게 되었다.
1999년에는 엘 시스테마의 수혜자 중 한 사람인 구스타보 두다멜이 18세의 나이로 음악 감독에 임명되었고, 두다멜은 2005년에 세계적인 클래식 음반사인 도이체 그라모폰과 전격 계약하면서 데뷔 음반으로 베토벤의 교향곡 5번과 7번을 취입해 커다란 화제를 불러일으켰다. 이어 말러의 교향곡 5번 등 후속 음반과 DVD가 계속 같은 음반사에서 발매되고 있다.
카라카스에서는 테레사 카레뇨 문화회관과 카라카스 시립 대학교 대강당을 주요 공연장으로 사용하고 있으며, 이외에도 베네수엘라 각지의 순회 공연도 하고 있다. 두다멜 부임 후에는 해외 순회 공연도 적극적으로 개최하고 있으며, 특히 루체른 국제 음악제와 BBC 프롬스에서 절찬을 받은 바 있다. 대개 5관 편성의 대규모 편제로 연주 활동을 하고 있으며, 앵콜 연주 때는 단원들과 지휘자 모두 국기와 국명이 인쇄된 점퍼를 입고 화려한 퍼포먼스를 보여주는 것으로도 유명하다.
청소년 관현악단으로 생각되지 않을 정도로 세련되고 정확한 합주력을 보유하고 있으나, 일각에서는 말러 등의 대곡에 도전하기에는 개별 주자들의 표현력이 미흡하다는 비판도 나오고 있다.

## CD/DVD 목록
특별한 주기가 없는 것 외에는 모두 도이체 그라모폰에서 발매한 것이고, 출시 연도는 전 세계를 대상으로 한 것에 따른다.
CD
- 베토벤: 교향곡 제5번, 제7번 (2006)
- 말러: 교향곡 제5번 (2007)
- 피에스타 (레부엘타스, 히나스테라, 번스타인 등 아메리카 작곡가들의 관현악 작품집. 2008)
- 차이콥스키: 교향곡 제5번, 환상곡 '프란체스카 다 리미니' (2009)

DVD
- 다큐멘터리 '음악의 약속'+베토벤의 교향곡 제3번 '영웅' 등 본 베토벤 음악제 공연 실황 영상 (2008)
- 잘츠부르크 음악제 공연 실황 (베토벤의 3중 협주곡과 무소륵스키의 '전람회의 그림' 등 수록. 2009)

## 참고 기사
- 음악천국 베네수엘라 세계가 주목[깨진 링크(과거 내용 찾기)] (내일신문 2007-01-19)
- 음악 통해 밝은 사회 만드는 나라[깨진 링크(과거 내용 찾기)] (내일신문 2007-05-03)